# Гурійське князівство
Гурійське князівство  — феодальне князівство у Західній Грузії. Виокремилося як апанаж від Одіського (Мегрельського) еріставства наприкінці XIV ст. Надалі правителі Гурії активно брали участь у боротьбі за владу в Імеретії, внаслідок чого перетворилися на потужних суперників Мегрелії. Декілька представників Гурійського князівства ставали царями Імеретії. Наприкінці XVIII ст. князівство стало місцем протистояння Російської і Османської імперії. Перемоги першої призвели у 1829 році до ліквідації Гурійського князівства.

## Історія
З XIII ст. Гурія була частиною володінь роду Дадіані, еріставі Одіши. 1385 року після смерті Георгія II його син Кахабер отримав еріставство Гурійське. Активно розбудовував дипломатичні відносини з трапезундським імператором Олексієм III. Згодом зумів закріпити за собою область Ачара з містом Батумі. Загалом він та його син Георгій і онук Мамія зберігали союзні відносини з родичами зроду Дадіані.
1450 року зі смертю Мамії Дадіані Перша династія гурелі припинила існування. Гурійське князівство знову поєднується з Мегрелією. Правитель останньої 1450 року Ліпарит I передає Гурію молодшому синові Мамії, що став засновником Другої династії Гуріелі. Він оженився з донькою останнього трапезундського імператора Давида Великого Комніна, завдяки чому його нащадки стали вважатися спадкоємцями Трапезундської імперії. 1463 року Мамія приєднався до повстання еріставів проти Георгія VIII, царя Грузії, поразка якого в битві біля Чихорі призвела до розпаду Грузинського царства.
Натомість Мамія Гуріелі отримав титул мтаварі, тобто самостійного князя. Втім лише 1491 року Георгій I був визнаний суверенним князем. З цього часу Гурієлі також інвестував місцевих єпископів у Шемокмеді, Джумати та Хіноцмінда, що номінально перебували під духовним керівництвом Абхазьких католикосів. 
У 1533 року укладено військово-політичний союз з Мегрелією. 1535 року мтаварі Ростом допоміг імеретинському війську підкорити князівство Самцхе, за що отримав Робласті Чанеті, Аджарію й Мачахелі.
Наступні правителі князівства загалом діяли спільно з мегрельськими князями, номінально визнаючи їх зверхність. Активні дії у 1477—1510-х роках сприяли зміцненню незалежності Гурійського князівства від Імеретинського царства.

Гурійське мтаварство у 1540-х роках

У 1540-х роках гурійські князі стикнулися з османською загрозою, внаслідок поразок втратили Аджарію, Північну Чанеті і Мачахелі. У 1560-х роках посилення Гурії призвело до переорієнтації політики від союзу до протистояння з Мегрелією, до чого додалося суперництво за вплив в Західній Грузії та відносини з Османською імперією. У 1565 році Георгію II вдалося завдати поразки Левану I Дадіані. У 1580-х роках посилюється боротьба Гурії і Мегрелії, при цьому починається втручання гурійських князів в справи Імеретії.
У 1609 році мтаварі Мамія II відвоював Аджарію і Чаннеті, але вже 1614 року внаслідок поразок мусив поступитися цими землями на користь Османської імперії, визнати зверхність останньою та сплачувати щорічну данину. Надалі вдалося повернути Чанеті і Аджарію.
1681 року Георгій III першим з роду став царем Імеретії. Втім після смерті останнього 1684 року внаслідок внутрішньої боротьби за владу відбувається послаблення Гурійського князівства. Його син Мамія тричі ставав царем Імереті у 1701—1702, 1711 та 1713 роках. Син Мамії — Георгій — двічі ставав царем Імеретії — у 1716 і 1720 роках. Зрештою мусив боротися проти свого брата Кайхосро, якого здолав з допомогою османських військ. В цей час 1718 року стратив Аджарію і Чанеті, від яких 1723 року мусив остаточно відмовитися на користь Османської імперії. Також було втрачено гурійське узбережжя з Потійською фортецею.
Наступний мтаварі Мамія IV спільно з Соломоном I, царем Імеретії, і Іраклієм II, царем Картлі-Кахетії, вів постійні війни з Османською імперією. Тривалі збройні сутички та набіги османів призвели до того, що князівство стало безлюдним і до 1770 року в ньому мешкало лише 5-6 тисяч родин.
У 1769 році під час російсько-османської війни спроба мтаварі Симона II здобути підтримку Російської імперії зустріло відповідь османського війська, яке захопило Кобулеті з округою, Ціхісдзірі та Квемо-Гурію. 1770 року було втрачено фортеці Аскан, Ліхаурі та Букісцихе. Натомість мтаварі Гурії перестав сплачувати османам щорічну данину. 1771 року спільно з імеретинським царем Соломоном I відвоював втрачені укріплення, але Кобулеті і Квемо-Гурія залишилися під владою османської адміністрації. Натомість Мамія IV мусив визнати зверхність Імеретії. За умовами кучук-Кайкарджійського мирного договору Гурійське князівство визнавалося під владою Стамбулу.
У 1770-х роках знову почалася боротьба за владу в князівстві, що ще більше погіршилося політичне й економічне становище. 1784 року османські війська сплюндрували гурію і Імеретію, захопивши численних полонених 1785 років похідімеретинського царя з метою відвоювання Аджарії зазнав поразки. З початком 1787 року нової російсько-соманської війни Гурійське князівство перетворилося на місце бойових дій.
19 червня 1810 року Мамія V прийняв російське підданство. Його сина Давида під час чергової російсько-турецької війни запідозрили у перемовинах з османами, через що 2 вересня 1829 року князівство було ліквідовано й утворено Озургетський повіт у складі Кутаїської губернії.

## Територія
Гурійське князівство охоплювала області Гурія з містами Поті й Озургеті та Ачара (Аджарія) з містом Батумі. Політичним центром князівства спочатку був Аламбарі. З середини XVI століття центр князівства та резиденція династії Гурієлі перемістилися до Озургеті. Мтаварі також мали літню резиденцію в Учхубі, звідки Кайхосро переніс її до Шекомеді. Під час запровадження російського військового правління в князівстві, у 1827-1829 роках, і до його повного скасування, центр було перенесено до Нагомарі.
У 1772 році мешкало 5000 сімей. У 1806 році населення становило близько 25 000 осіб, у 1807 році — 6000 домогосподарств, 1831 року — 6130 домогосподарств (36 720 осіб), 1837 року — 31 000 осіб.

## Устрій
Мтаварі Гурії мав вищу політичну, військову й судову владу, а також фактичну владу над місцевою церквою. Вищі посади обіймала знать (родини Гугунаві, Мачутадзе, Максименішвілі, Накашидзе, Тавдгіридзе, Шалікашвілі, Зедгінідзе та Еріставі-Шервашидзе), що мала чималий вплив на справи князівства. Найвищою посадою після мтаварі був сахлтухуцесі, що виконував фінансові, господарські та адміністративні функції. Цю посаду послідовно обіймали представники родів Квергелідзе, Берідзе і Мачутадзе. Наступнною за значущістю була посада бокаултухуцесі (виконавець покарань, очільник поліції). Іншими за значеннями були мдіванбегі (головний суддя, секретар), калахтухуцесі (інспектор ринків і торгівлі). Усі посади обіймала знать. Посадовці отримували платню натурою Чиновники отримували винагороду в натуральній формі.
Мтаварі належали фортеці в князівстві, і начальники фортець також підпорядковувалися йому. Таваді також мали власні фортеці. Азанурські родини також намагалися привласнити фортеці, але марно. 
Суспільство складалося з феодалів (мтварі та його родини, знаті і дрібної шляхти), селян та рабів. Азнаурі та священники не мали значного впливу в державі. При цьому гурійські селяни були більше захищени від свавілля азнаурі. Священники не становили окремого соціального стану.
Церква підпорядковувалася Абхазького катоколікосату. На териорії князівства розташовувалася 3 єпархії: Шехомеді (між річками Супса та Кінтріші), Джуматі (між Супсою та Ріоні) та Хіноцмінда (між Кінтріші та Чорохі).  Було кілька монастирів (Шехомеді, Джуматі, Тетросані) і понад двісті церков, які володіли великою кількістю кріпаків та маєтків.

## Економіка
Основу становило сільське господарство. Було поширене натуральне господарство. Землеробство було примітивним. Земля виснажувалася за кілька років. Проблемою для селянства була нестача землі та тяглової худоби. Існуюче господарство могло задовольнити лише мінімум місцевого попиту. Вирощували переважно гомі й кукурудзу. Найпоширенішими сортами гомі були тетрі, барамела, саадро, Ддіді, мтавелі та дзірдабала. Рис вирощували в болотистих місцевостях, а турецька квасоля набула поширення з другої половини XVI століття.
Поширено було примітне високогірне виноградарство. Поширеними були 14 сортів, включаючи Чхавері, Мтевандіді, Джані. Лимони, апельсини та оливки вирощувалися в прибережних районах. Допоміжними галузями сільського господарства були шовківництво та бджільництво. Проте тваринництво було ледве розвинено. 
Мамія V розпочав розвиток промисловості. Він надав католицьким грузинам Кутаїсі 10-річну монополію на будівництво фарбувальних та горілчаних заводів.
Тривалий час була поширена работоргівля. Цьому також сприяло те, що з 1703 року гурія була відрізана від морського узбережжя османською імперією. Збільшується попит на рабів. Тому у першій половині XVIII ст. работоргівля набуло найбільшого піднесення.
Джерелом існування князя були податки та повинності з селян, мита, що стягувалися на ярмарках та митницях, дохід від власних виноробень, полів та худоби.
Періодичні ярмарки проводились у Двабзу, Нагомарі, Ланчхуті, Ваніскеді та Джумати. гурійські торгівці їздили на імеретинські ярмарки. Найбільший імпорт ішов з Османської імперії. До 1808 року в обігу були переважно османські гроші.
З 1614 до 1770 року Гурійське князівство сплачувало данину Османській імперії, що було тягарем переважно для селян, які сплачували спеціальний податок «саліані». Окрім податку, князівство також щороку надсилало до Османської імперії тканину, жінок і дітей як данину. В середині XVII століття – 80 жінок і дітей, а до кінця того ж століття – 46 жінок і дітей.

## Культура
Монастирі були центрами освіти та культури, які несли на собі відбиток християнства. У 1710-х роках при дворі Гурієлі діяв просвітитель Пимен. Житло, одяг, звичаї, спосіб життя та діяльність мешканці Гурійського князівства були суто грузинськими.
Архітектура характеризується багатою релігійною спадщиною. Особливе місце займають монастирські комплекси, такі як Джуматський, Самеба-Джихетинський, Шемокмеді, а також церкви, включаючи Ачі, Еркеті, Ліхаурі та інші. Фортеці, такі як Аскані, Тамарі в Букісцихе, Ліхаурі та Зоті, також були важливими елементами культурного ландшафту.

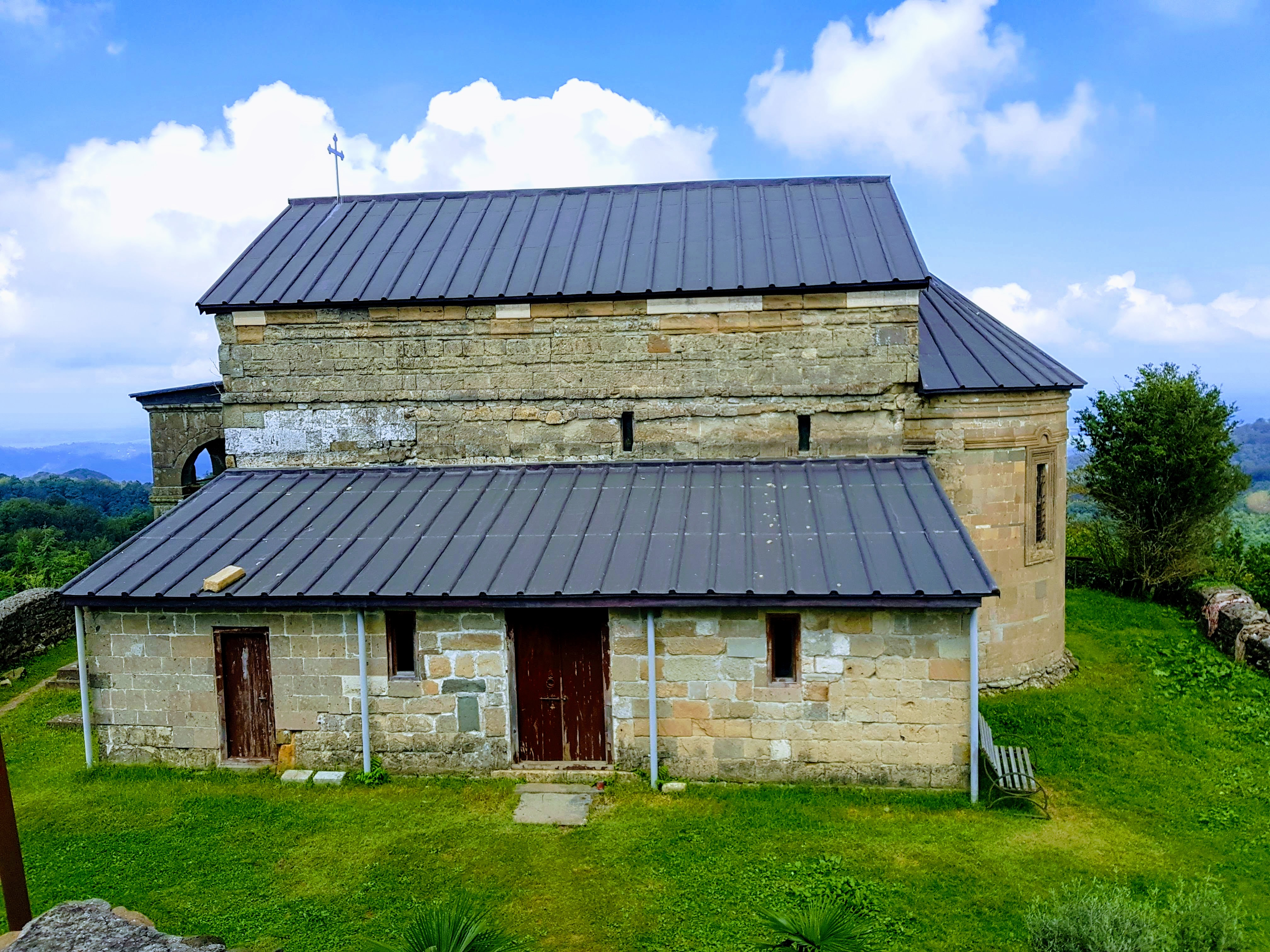
Монастир Джуматі
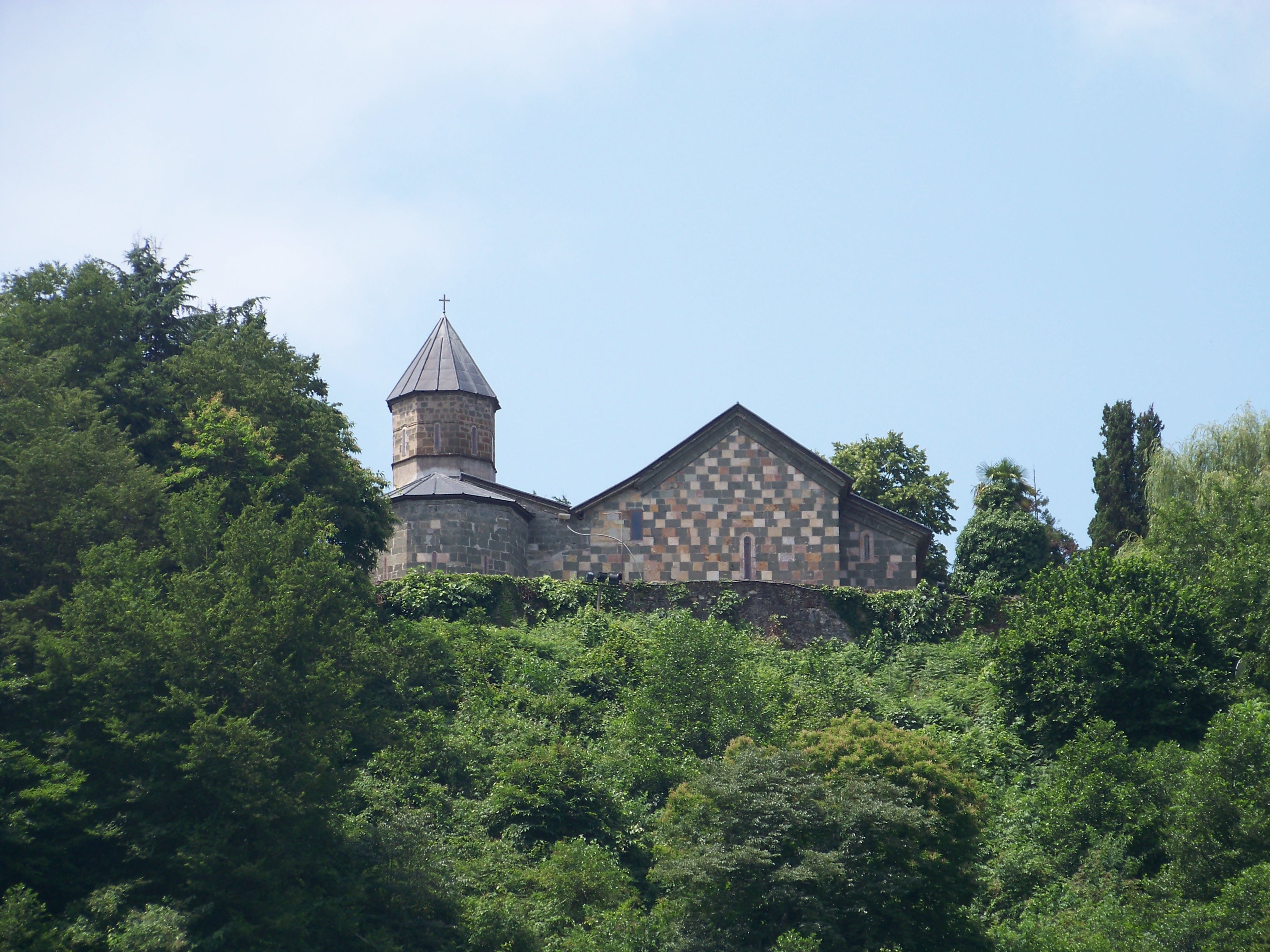
Монастир Шемокмеді
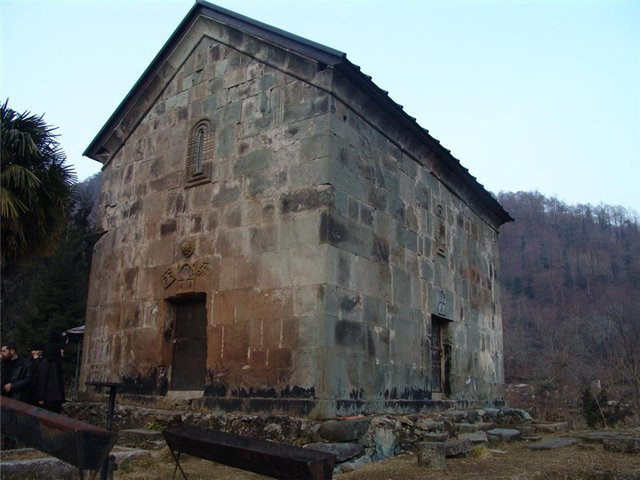
церква монастиря в Ачі
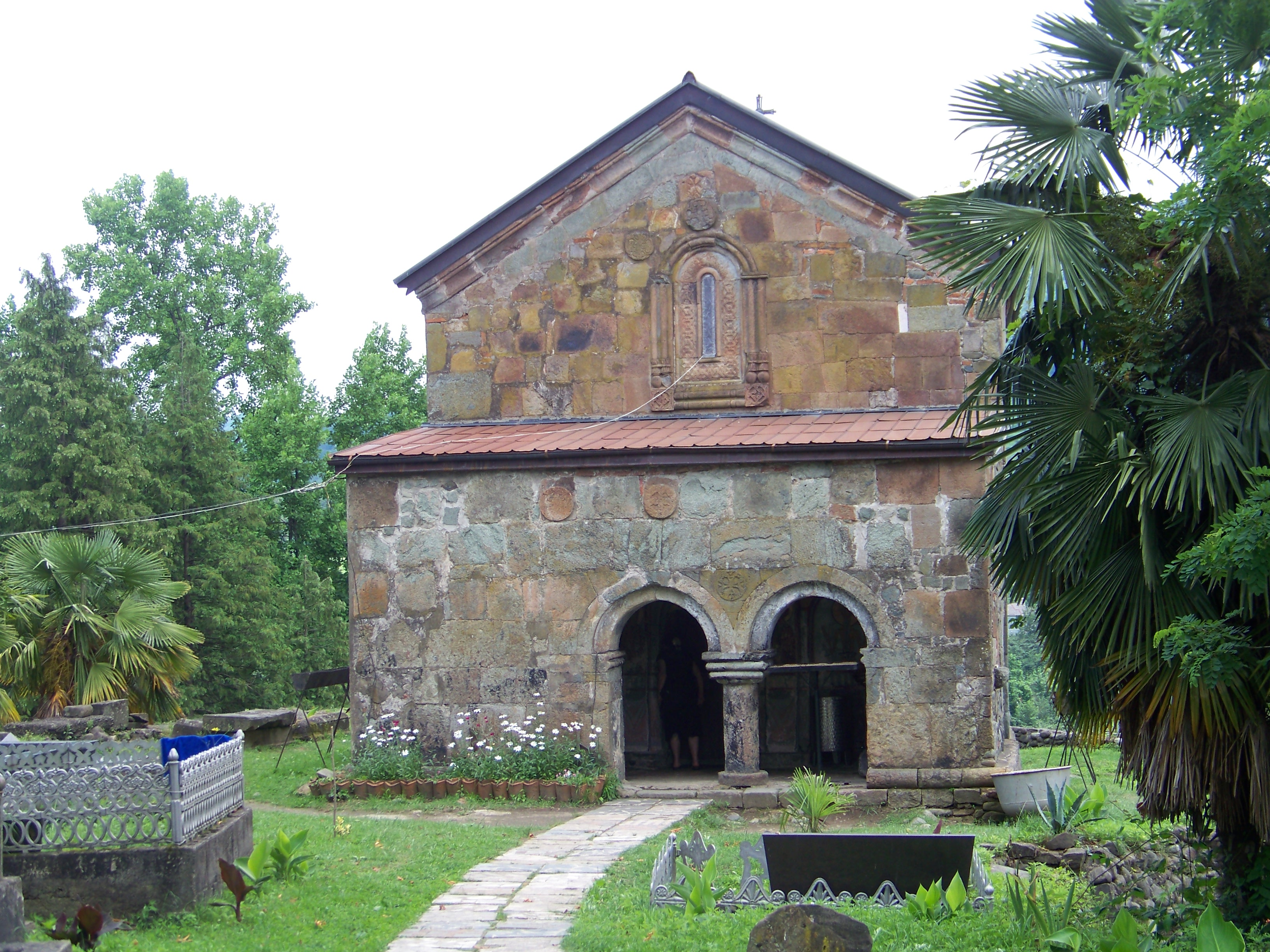
Ліхаурська церква Різдва Богородиці